# Malvasia di Sardegna
La Malvasia di Sardegna, o  Malvasia di Lipari o Greco bianco di Bianco è un vitigno a bacca bianca aromatico, di origine greca, diffuso in maggior modo in Sardegna (importato molto probabilmente durante le dominazioni bizantine), in Sicilia (importato nell’Isola di Salina da colonizzatori greci verso il 588 a.C.), Calabria e, in buona parte dell'Italia centro-meridionale.

Studi di caratterizzazione genetica, condotti attraverso tecniche di biologia molecolare, hanno permesso di stabilire che, con estrema probabilità, le malvasie di Sardegna e di Lipari e il greco bianco di Bianco (o Greco di Bianco) hanno la stessa identità.
Esso concorre agli uvaggi delle due DOCG Cannellino di Frascati e Frascati Superiore.
Viene utilizzato, col nome di Malvasia Cândida, nel vino Madera, nell'omonimo arcipelago portoghese assieme alla Malvasia Fina (Boal), e nella DOP Madeirense e IGP Terras Madeirenses assieme alla Malvasia Fina (Boal) e all'incrocio Malvasia Branca de São Jorge.
In Dalmazia prende il nome di Malvasija dubrovačka, in Catalogna di Malvasía de Sitges e alle Isole Canarie di Malvasía Aromática.

Nell'isola di Lanzarote ha dato luogo alla Malvasía Volcánica (o Malvasía de Lanzarote), come evidenziato da analisi molecolari e sul fatto che questa varietà non appare da nessuna altra parte; si presume che sia nata come risultato di un'ibridazione spontanea della Malvasía Aromática con la varietà Bermejuela.
Pur essendo geneticamente affini, i cloni differiscono per piccole caratteristiche:
Malvasia di Sardegna:
 
foglia medio-piccola, orbicolare, pentalobata, con pagina superiore di colore verde, glabra come quella inferiore; grappolo medio-grande, allungato piramidale o cilindro-conico, spesso alato, generalmente spargolo; acino medio-piccolo, lievemente ellittico, con buccia di medio spessore, pruinosa e di colore giallo dorato a maturazione avanzata.
Malvasia di Lipari:

foglia media, tondeggiante, pentalobata, pagina superiore di colore verde chiaro, glabra; grappolo medio, lungo, cilindrico o tronco-conico, semplice, semi-spargolo; acino medio o piccolo, sub-rotondo o rotondo, con buccia di colore giallo-dorato.
Greco bianco di Bianco:

foglia medio-piccola, da pentagonale a cuneiforme, pentalobata in modo regolare; grappolo di dimensioni medio-grandi e lungo, conico, mediamente spargolo e con acinellatura spesso marcata; acino di media dimensione, con buccia piuttosto spessa e di colore giallo tendente all’ambrato.